# Thajské královské letectvo

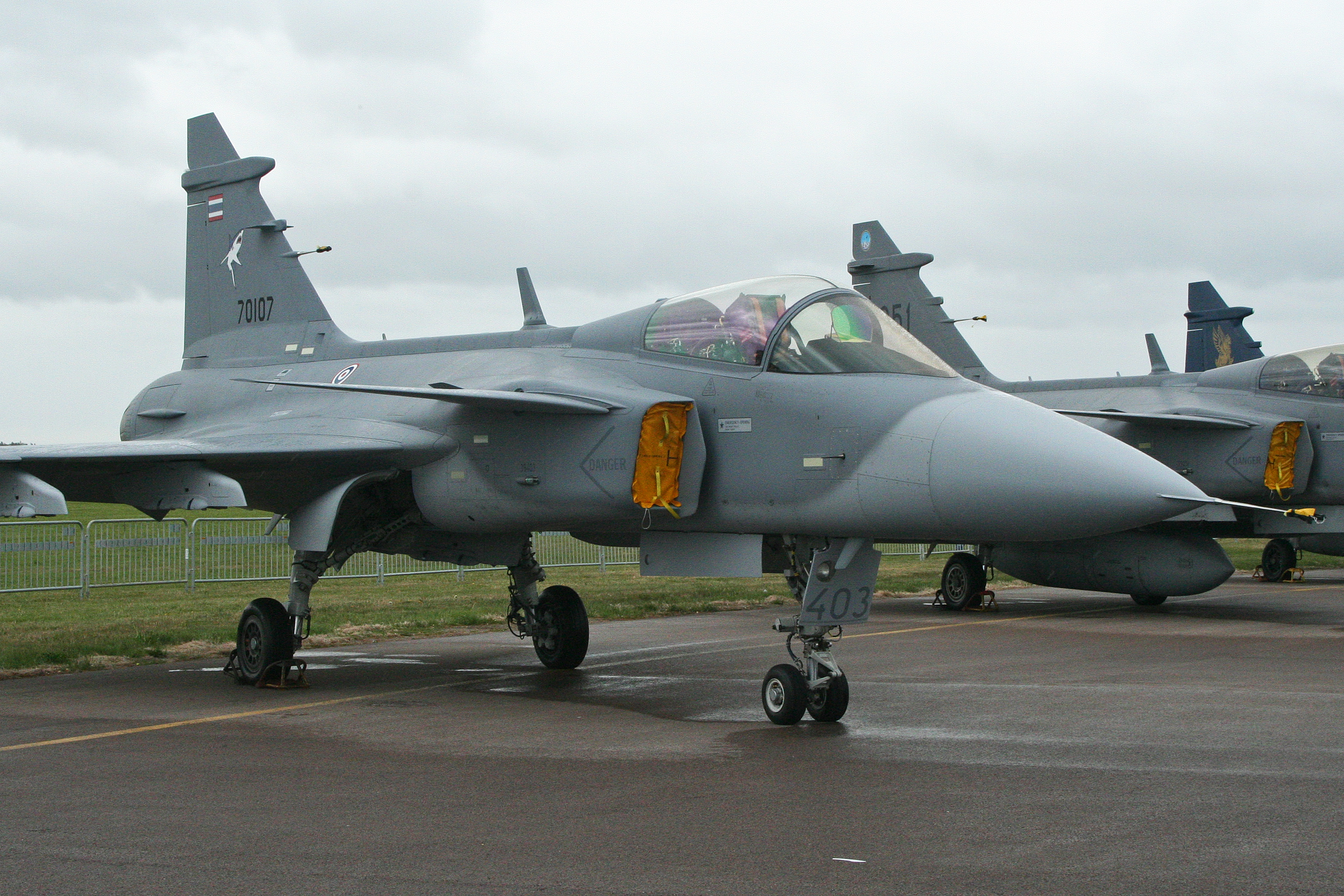
JAS-39C Gripen thajského letectva

Thajské královské letectvo (Kongtap Agard Thai) představují vzdušné síly Thajského království, které jsou organizovány do čtyř oblastních leteckých divizí a pilotní výcvikové školy. Organizační strukturu tvoří 1. divize (město Bangkok), 2. divize (východní Thajsko), 3. divize (střední a severní provincie) a 4. divize (jižní Thajsko). Pod každou divizi spadají dvě nebo tři křídla (celkem deset), která se skládají z jednotlivých perutí. Významnou akvizicí thajského letectva jsou stíhací letouny Saab JAS-39 Gripen, které působí spolu s letouny včasné výstrahy Saab 340. Další operační stíhačky představují letouny F-16A/B a F-5E/F. Dopravní flotila je tvořena stroji Airbus A310, AU-23, C-130H, Alenia G.222 a HS748. Pro přepravu významných činitelů jsou vyhrazeny letouny Airbus A319, ATR 72 a Boeing 737. Cvičné letouny jsou typu CT-4, DA42, Alpha Jet a L-39 Albatros. Vrtulníková peruť disponuje stroji Bell 412 a Bell UH-1 Iroquois. Vlastními letadly disponuje také Thajské královské námořnictvo a Thajská královská armáda.

## Přehled letecké techniky
Tabulka obsahuje přehled letecké techniky Thajského královského letectva podle Flightglobal.com.
| Název                                 | Fotografie     | Původ           | Určení                                                | Verze                | Ve službě      | Poznámky |                |
| Bojové letouny                        | Bojové letouny | Bojové letouny  | Bojové letouny                                        | Bojové letouny       | Bojové letouny | Bojové letouny | Bojové letouny |
| ------------------------------------- | -------------- | --------------- | ----------------------------------------------------- | -------------------- | -------------- | --- | -------------- |
| Dassault/Dornier Alpha Jet            |                | Francie Německo | lehký bojový a cvičný letoun                          |                      | 18             | |                |
| General Dynamics F-16 Fighting Falcon |                | USA             | víceúčelový bojový letoundvoumístný bojový letoun     | F-16AM/ADF/OCUF-16BM | 3815           | |                |
| Northrop F-5                          |                | USA             | stíhací letoundvoumístný letoun                       | F-5E F-5B/F          | 304            | Ve spolupráci s konsorciem společností Elbit, IAI a Rafael bylo 10 kusů modernizováno do standardu F-5T Super Tigris a modernizace dalších 4 je plánována. |                |
| Saab JAS-39 Gripen                    |                | Švédsko         | víceúčelový bojový letoundvoumístný bojový letoun     | Gripen CGripen D     | 84             | |                |
| Speciální letouny                     |                |                 |                                                       |                      |                | |                |
| Piaggio P.180 Avanti                  |                | Itálie          | průzkumný letoun                                      |                      | 0              | Objednán 1 kus. |                |
| Saab 340                              |                | Švédsko         | AWACS                                                 | Saab 340 AEW&C       | 2              | |                |
| Dopravní a transportní letouny        |                |                 |                                                       |                      |                | |                |
| Basler BT-67                          |                | USA             | dopravní/transportní letoun                           |                      | 7              | Typ vznikl modernizací Douglasu DC-3. |                |
| Beechcraft Super King Air             |                | USA             | lehký dopravní letoun                                 | King Air 90          | 1              | |                |
| Lockheed C-130 Hercules               |                | USA             | taktický transportní letoun                           | C-130H               | 12             | |                |
| Pilatus PC-6 Porter                   |                | Švýcarsko       | užitkový/lehký transportní letoun charakteristik STOL |                      | 16             | |                |
| Saab 340                              |                | Švédsko         | dopravní letoun                                       |                      | 2              | |                |
| Vrtulníky                             |                |                 |                                                       |                      |                | |                |
| Bell 412                              |                | USA             | transportní/užitkový vrtulník                         |                      | 8              | |                |
| Bell UH-1 Iroquois                    |                | USA             | víceúčelový vrtulník                                  | UH-1H                | 17             | |                |
| Eurocopter EC 725                     |                | Evropská unie   | transportní/užitkový vrtulník                         | H225M                | 4              | Objednány další 4 kusy. |                |
| Cvičná letadla                        |                |                 |                                                       |                      |                | |                |
| KAI T-50 Golden Eagle                 |                | Jižní Korea     | proudový cvičný letoun                                | T-50TH               | 4              | Objednáno ještě 8 ks. |                |
| Aero L-39 Albatros                    |                | Československo  | proudový cvičný letoun                                | L-39Z/ART            | 35             | Počínaje rokem 2024 je plánována náhrada stroji Beechcraft AT-6TH Wolverine, lehkou bojovou verzí stroje Beechcraft T-6 Texan II.                          |                |
| Dassault/Dornier Alpha Jet            |                | Francie Německo | proudový cvičný letoun                                |                      | 1              | |                |
| Pilatus PC-9                          |                | Švýcarsko       | cvičný letoun                                         | PC-9M                | 23             | Na rok 2022 je plánována náhrada 12 stroji Beechcraft T-6 Texan II.                                                                                        |                |
| Diamond DA42                          |                | Rakousko        | dvoumotorový cvičný letoun                            |                      | 11             | |                |
| Eurocopter EC135                      |                | Evropská unie   | cvičný vrtulník                                       |                      | 6              | Dodány v červenci 2022. |                |